# Močvirje
Močvirje – wieś w Słowenii, w gminie Škocjan. W 2018 roku liczyła 36 mieszkańców.